# همسر یک جاسوس
همسر یک جاسوس (انگلیسی: Wife of a Spy) تله‌فیلم عاشقانه تاریخی به کارگردانی کیوشی کوروساوا است. نسخه تئاتری فیلم در بخش اصلی هفتاد و هفتمین دوره جشنواره بین‌المللی فیلم ونیز انتخاب شد و توانست شیر نقره‌ای را از آن خود کند.

## داستان
اعضای کنپیتای (پلیس نظامی ژاپن) یک تاجر ابریشم بریتانیایی را به اتهام جاسوسی دستگیر کردند.
در سال ۱۹۴۰، یوساکو فوکوهارا (تاکاهاشی) یک تجارت بین المللی صادرات و واردات را در کوبه اداره می کند...